# Länsväg 352
De Zweedse weg 352 (Zweeds: Länsväg 352) is een provinciale weg in de provincies Västerbottens län en Västernorrlands län in Zweden en is circa 99 kilometer lang.

## Plaatsen langs de weg
- Örnsköldsvik
- Björna
- Nyliden
- Fredrika

## Knooppunten
- E4 bij Örnsköldsvik (begin)
- Riksväg 92 bij Fredrika (einde)